# Quận Stafford, Kansas
Quận Stafford là một quận thuộc tiểu bang Kansas, Hoa Kỳ. Theo điều tra dân số năm 2000 của Cục điều tra dân số Hoa Kỳ, quận có dân số 4789 người. Quận lỵ là St. John.6 Quận được đặt tên theo Lewis Stafford.